# Waichiro Omura
Waichiro Omura (大村 和市郎 Omura Waichiro?,  1 de enero de 1933 en Shizuoka - ?) fue un futbolista japonés que se desempeñaba como centrocampista.
Omura jugó 5 veces para la selección de fútbol de Japón entre 1956 y 1958. Omura fue elegido para integrar la selección nacional de Japón para los Juegos Olímpicos de Verano de 1956.

## Trayectoria

### Clubes
| Club                  | País  | Año  |
| --------------------- | ----- | ---- |
| Tanabe Pharmaceutical | Japón | ???? |

### Selección nacional
| Selección | País  | Año         |
| --------- | ----- | ----------- |
| Absoluta  | Japón | 1956 - 1958 |

## Estadística de equipo nacional
| Selección de Japón | Selección de Japón | Selección de Japón |
| Año                | Part.              | Goles              |
| ------------------ | ------------------ | ------------------ |
| 1956               | 3                  | 0                  |
| 1957               | 0                  | 0                  |
| 1958               | 2                  | 0                  |
| Total              | 5                  | 0                  |